# Свист у темряві
Свист у темряві (англ. Whistling in the Dark) — американська кримінальна кінокомедія режисера Чарльза Райснера 1933 року.

## У ролях
- Ернест Трукс — Воллес Портер
- Уна Меркел — Тобі ван Барен
- Едвард Арнольд — Діллон
- Джон Мільян — Чарлі
- К. Генрі Ґордон — Ломбардо
- Джонні Гайнс — Слім
- Джозеф Которн — Барфусс
- Нат Пендлтон — Джо
- Тенен Голц — Герман
- Марсель Кордей — Гільда